# Гритчино (Московская область)
Гритчино — деревня в городском округе Кашира Московской области.

## География
Находится в южной части Московской области на расстоянии приблизительно 21 км на юг-юго-восток по прямой от железнодорожной станции Кашира.

## История
Известна с 1762 года, когда здесь была построена Троицкая церковь. В 1859 году учтено 16 дворов. До 2015 года входила в состав сельского поселения Домнинского Каширского района.

## Население
Постоянное население составляло 157 жителей (1859), 7 в 2002 году (русские 100 %), 23 в 2010.